# Montaña de Arinaga
La Montaña de Arinaga es un estratovolcán extinto situado al norte del asentamiento de Arinaga, en la isla de Gran Canaria (Canarias, España). Su altura es de 198 metros.
Tiene una forma cónica asimétrica, con un cráter muy deteriorado orientado al norte y se sitúa en una península creada por sus propias coladas volcánicas. Está declarada monumento natural desde 1987.

## Toponimia
Arinaga es un topónimo aborigen. Tuvo su origen en la bahía del mismo nombre, puerto histórico situado entre la Punta del Negro al Noreste y Punta de las Salinas al suroeste, bien defendido de los vientos del norte y noreste por la montaña de Arinaga y la Punta del Negro y la montaña recibió este topónimo por su cercanía al pueblo del mismo nombre.

## Geología
Se trata de un estratovolcán, un tipo de volcán cónico de escasa altura. Como su nombre indica, está compuesto por múltiples estratos o capas de lava endurecida, alternando con capas de piroclastos (lapilli y cenizas surgidos por una alternancia de épocas de actividad explosiva y de corrientes de lava fluida). Este volcán se encuentra extinto  desde hace aproximadamente 50 000 años y en un proceso de fuerte erosión, su origen es de una erupción Pliocuaternaria.

## Climatología
Se encuentra dentro del macrobioclima Mediterráneo y por su altura en el termotipo inframediterráneo. Siendo la mayoría del tiempo expuesta a erosión eólica y erosión por las escasas pero intensas lluvias. Según la Clasificación climática de Köppen cuenta con un Clima árido cálido BWh.

## Naturaleza

### Flora
En la montaña se instalan comunidades vegetales psamófilas y halófilas, donde destacan los endemismos Zygophyllum fontanesii (uvilla de mar), Convolvulus caput-medusae (chaparro) y Atractylis preauxiana (piña de mar) estos últimos amenazados.

### Fauna
En la montaña se encuentra el lagarto de La Montaña de Arinaga (Gallotia atlantica delibesi), endemismo local, además del Gallotia stehlini (lagarto gigante de Gran Canaria) y el Tarentola boettgeri (perenquén).
En la costa entre otros encontramos al Charadrius alexandrinus (chorlitejo patinegro), ubaras y Egretta garzetta (garceta), Numenius phaeopus (zarapito) Arenaria interpres (vuelvepiedras) y gaviotas como la Larus fuscus y Larus cachinnans.
En la zona de playa de cantos rodados es frecuente la Patella candei crenata (lapa negra), el Pachygrapsus marmoratus (cangrejo de roca), Littorina striata (chirimil) y Osilinus trappei (burgado picudo).
En cuanto a la fauna de infralitoral son representativos: Serranus cabrilla (cabrilla), Epinephelus guaza (mero), Sparisoma (Euscarus) cretense (vieja), Sarpa salpa (salema), Spondyliosoma cantharus (chopa), Abudefduf luridus (fula), Bothus podas maderiensis (tapaculo), Sepia officinalis (choco), Octopus vulgaris (pulpo), Chilomycterus atringa (tamboril espinoso), Bodianus scrofa (pejeperro) y Diplodus puntazzo (grandes sargos) y Diadema antillarum (eriza).

## Batería de Arinaga

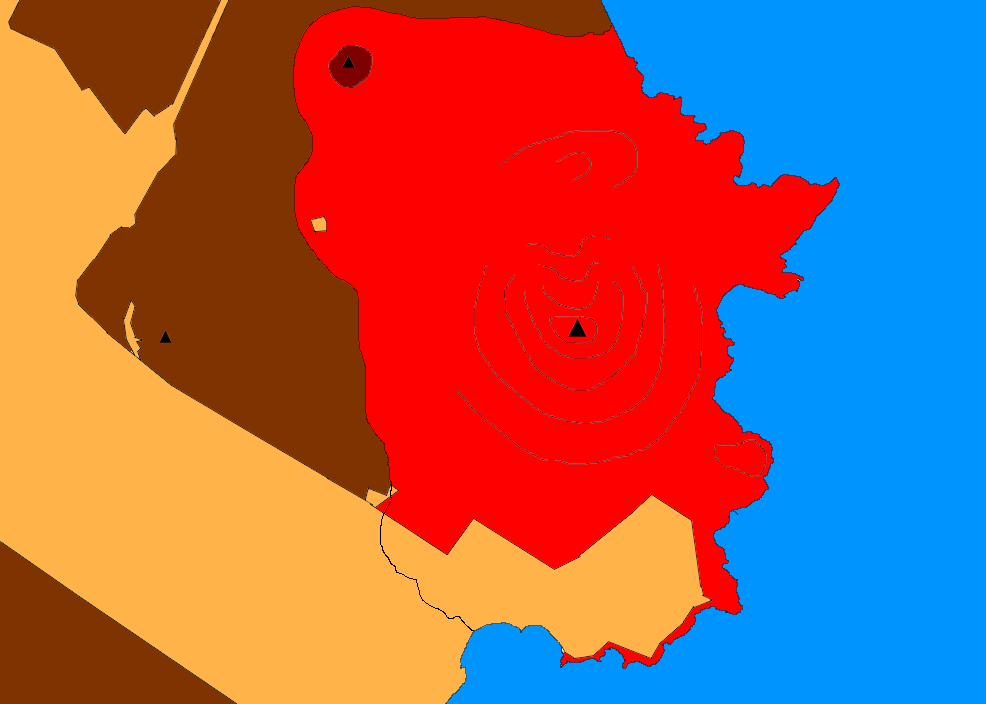
Mapa geográfico básico de la zona

La Batería de Arinaga está situada al sur de la Montaña de Arinaga y tiene una superficie de 75 046 metros cuadrados. Fue construida en el interior de la montaña, ocupando sus pasillos y habitaciones una gran extensión con varias salidas a puntos estratégicos donde se encontraban instaladas las baterías defensivas. La antigua propiedad militar fue adquirida por el Ayuntamiento.
La creencia popular le atribuye diferentes leyendas esotéricas y se supone que en su interior se puedan haber realizado rituales de corte satánico.

## Cultura popular
Además de ser un punto geográfico y simbólico muy notable, esta ha atraído la atención de estudios de cine por sus singulares características. En 2016 fue uno de los escenarios del rodaje de diferentes escenas de la película de Lennart Ruff El Titán.